# Куптоаре (Решица, Караш-Северін)
Куптоаре (рум. Cuptoare) — село у повіті Караш-Северін в Румунії. Адміністративно підпорядковане місту Решица.
Село розташоване на відстані 338 км на захід від Бухареста, 7 км на південний схід від Решиці, 79 км на південний схід від Тімішоари.

## Населення
За даними перепису населення 2002 року у селі проживали 346 осіб, з них 336 осіб (97,1%) румунів. Рідною мовою 338 осіб (97,7%) назвали румунську.